# Kate Markgraf
Kate Markgraf (nascida Kathryn Michele Sobrero, 23 de agosto de 1976) é um futebolista estadunidense integrante da Seleção Estadunidense de Futebol Feminino.